# Courtenay (Loiret)
Pour les articles homonymes, voir Courtenay.
Courtenay est une commune française de la région naturelle du Gâtinais, située dans le département du Loiret en région Centre-Val de Loire.

## Géographie
Courtenay est située à 26 km au nord-est de Montargis et à 26 km au sud-ouest de Sens, Gâtinais. La commune est mitoyenne de l'Yonne et de la Bourgogne sur sa limite est, qu'elle partage avec Piffonds, Saint-Martin-d'Ordon et Saint-Loup-d'Ordon. Elle est arrosée par la Cléry ou Clairis.

### Géologie et relief

#### Géologie
La commune se situe dans le sud du Bassin parisien, le plus grand des trois bassins sédimentaires français. Cette vaste dépression, occupée dans le passé par des mers peu profondes et des lacs, a été comblée, au fur et à mesure que son socle s’affaissait, par des sables et des argiles, issus de l’érosion des reliefs alentours, ainsi que des calcaires d’origine biologique, formant ainsi une succession de couches géologiques.
Les couches affleurantes sur le territoire communal sont constituées de formations superficielles du Quaternaire et de roches sédimentaires datant du Cénozoïque, l'ère géologique la plus récente sur l'échelle des temps géologiques, débutant il y a 66 millions d'années, et du Mésozoïque, anciennement appelé Ère secondaire, qui s'étend de −252,2 à −66,0 Ma. La formation la plus ancienne est de la craie blanche à silex remontant à la période Crétacé. La formation la plus récente est des alluvions récentes des lits mineurs remontant à l’époque Holocène de la période Quaternaire. Le descriptif de ces couches est détaillé dans les feuilles « no 330 - Chéroy » et « no 366 - Courtenay » de la carte géologique au 1/50 000ème du département du Loiret, et leurs notices associées,.

Carte géologique de la commune.

|  | Fz : | alluvions récentes des lits mineurs, Holocène                     |
|  | FC : | alluvions et colluvions du fond des vallées secondaires, Holocène |

|  | qCS : | colluvions à silex de versant, Quaternaires |
|  | qOE : | Limons et Loess, Quaternaire                |

|  | e4PN : | poudingue de Nemours, Paléocène-Éocène inférieur |

|  | e1-4Rc : | complexe argilo-sableux à silex = argiles à silex, Paléocène-Éocène inférieur |

|  | c4Cr : | craie blanche à silex, Santonien |

#### Relief
La superficie cadastrale de la commune publiée par l’Insee, qui sert de références dans toutes les statistiques, est de 50,13 km2,. La superficie géographique, issue de la BD Topo, composante du Référentiel à grande échelle produit par l'IGN, est quant à elle de 50,09 km2. Son relief est relativement plat puisque la dénivelée maximale atteint 49 mètres. L'altitude du territoire varie entre 137 m et 186 m.

### Hydrographie

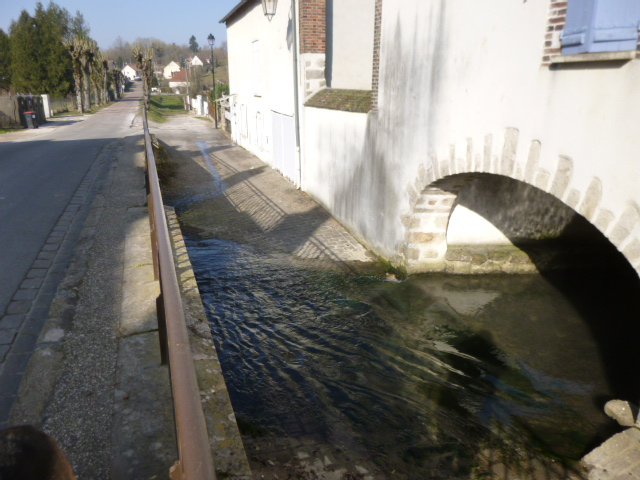
La Cléry, rue des Ponts.

La Cléry traverse la commune d'est en ouest. À son arrivée sur la commune elle s'appelle la Clairis ; elle prend naissance aux Brouards sur la commune d'Égriselles-le-Bocage au nord, passe par Vernoy et Savigny-sur-Clairis et devient la Clairie puis la Cléry en amont de Courtenay pour certains, après Chantecoq pour d'autres (voir Clairis).

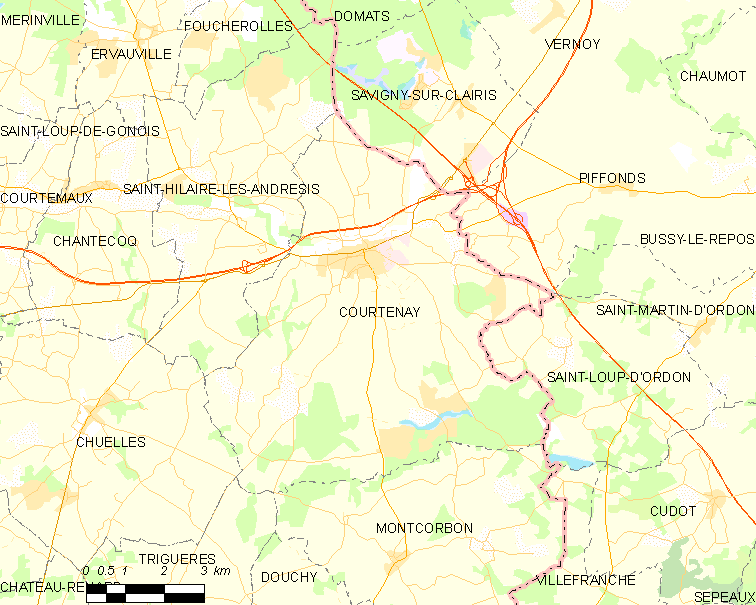
Carte de la commune de Courtenay et des communes limitrophes.

Une série d'étangs se trouve dans le sud de la commune, la plupart situés sur le cours des deux branches sources du ru des Haies de la Ville. Commençant vers le sud-est, la Courtoiserie et la Jacqueminière ensemble comptent plus d'une dizaine d'étangs dont le plus grand fait environ 5,8 ha, les autres de 3,8 ha, 3,5 ha, 3,3 ha, 1,8 ha, 1,3 ha, 1,1 ha, et quelque cinq ou six petites surfaces d'eau autour. Le tout s'écoule vers l'ouest et vers les Milons (une mare), les Pierres (une mare), le lieu-dit le Fournil (un étang de 1,4 hectare) et la Genèterie (deux mares). L'autre branche de ce ru commence à l'étang de la Râperie (3,5 hectares) entre Vaultin et le Petit Vaulfin, à l'est de la D 34 vers Villefranche ; elle va ensuite à l'étang de la Mûre (1,03 hectare), un petit étang non nommé de 65 ares, l'étang des Quatre-Cents-Ans (91 ares additionnés de 2,5 hectares de terrains marécageux essentiellement autour de sa partie sud), l'étang de Brinvillers (1,93 hectare, sur le côté est de la D 162 vers Triguères) et l'étang du Batardeau (plus de 2 hectares à 200 mètres en aval, côté ouest de la même route). Les deux branches se rejoignent vers la Genèterie et le ru des Haies de la Ville se dirige vers le nord et la Clairis. Il fait un rapide passage sur Saint-Hilaire-les-Andrésis avant de confluer avec la Cléry sur Courtenay en aval du bourg.
D'autres étangs sont présents dans le sud-est de la commune. L'étang des Buttes précède celui du Sabot sur le cours du ru de Sainte-Anne ou ru du Pont de Pierre, affluent en rive droite du ru de Piffonds. L'étang des Ramoneux fait suite à l'étang de la Ronsardière, ce dernier sur la commune de Piffonds, et contribue aussi au ru de Sainte-Anne.
Les fermes possédant une mare en plus de leur puits sont très nombreuses sur la commune.

### Lieux-dits et écarts
La commune comprend un grand nombre de fermes isolées, hameaux et lieux-dits, ainsi que des lotissements modernes de maisons individuelles généralement dans des bois et où l'accent est mis sur la nature (le grand lotissement du domaine de Sainte-Anne sur la route de Saint-Martin), la Jacqueminière ou la Courtoiserie imbriqués avec une belle série d'étangs sur la route de Villefranche, et d'autres plus petits). La campagne est donc sillonnée de nombreuses petites routes formant un réseau très intriqué et dont un certain nombre ne servent qu'à desservir cet habitat dispersé.

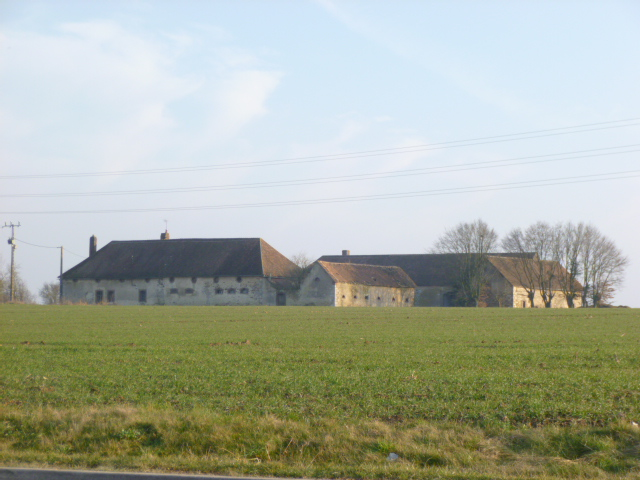
Ferme des Piats.
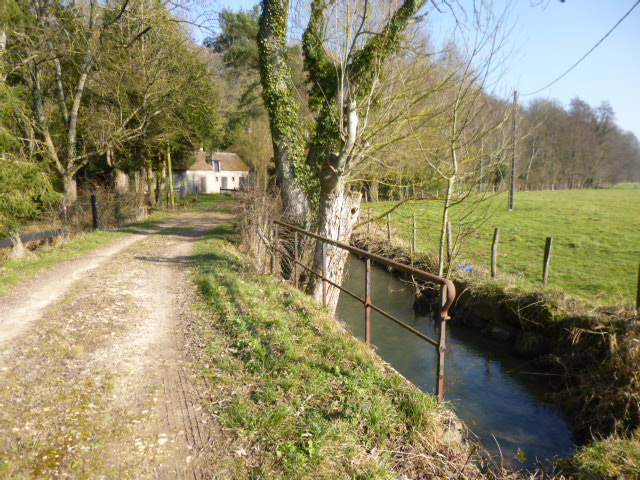
Liffert le long de la Cléry.
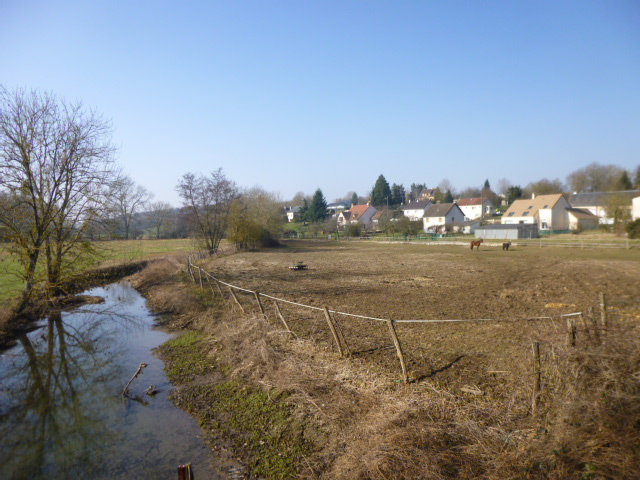
Le Four à Chaux à côté du ru du Petit Moulin.

### Climat
Pour des articles plus généraux, voir Climat du Centre-Val de Loire et Climat du Loiret.
En 2010, le climat de la commune est de type climat océanique dégradé des plaines du Centre et du Nord, selon une étude du CNRS s'appuyant sur une série de données couvrant la période 1971-2000. En 2020, Météo-France publie une typologie des climats de la France métropolitaine dans laquelle la commune est exposée à un climat océanique altéré et est dans la région climatique Nord-est du bassin Parisien, caractérisée par un ensoleillement médiocre, une pluviométrie moyenne régulièrement répartie au cours de l’année et un hiver froid (3 °C).
Pour la période 1971-2000, la température annuelle moyenne est de 10,6 °C, avec une amplitude thermique annuelle de 15,8 °C. Le cumul annuel moyen de précipitations est de 746 mm, avec 12 jours de précipitations en janvier et 7,8 jours en juillet. Pour la période 1991-2020, la température moyenne annuelle observée sur la station météorologique de Météo-France la plus proche, « Savigny/clairis », sur la commune de Savigny-sur-Clairis à 5 km à vol d'oiseau, est de 11,3 °C et le cumul annuel moyen de précipitations est de 732,3 mm,. Pour l'avenir, les paramètres climatiques de la commune estimés pour 2050 selon différents scénarios d'émission de gaz à effet de serre sont consultables sur un site dédié publié par Météo-France en novembre 2022.

### Milieux naturels et biodiversité

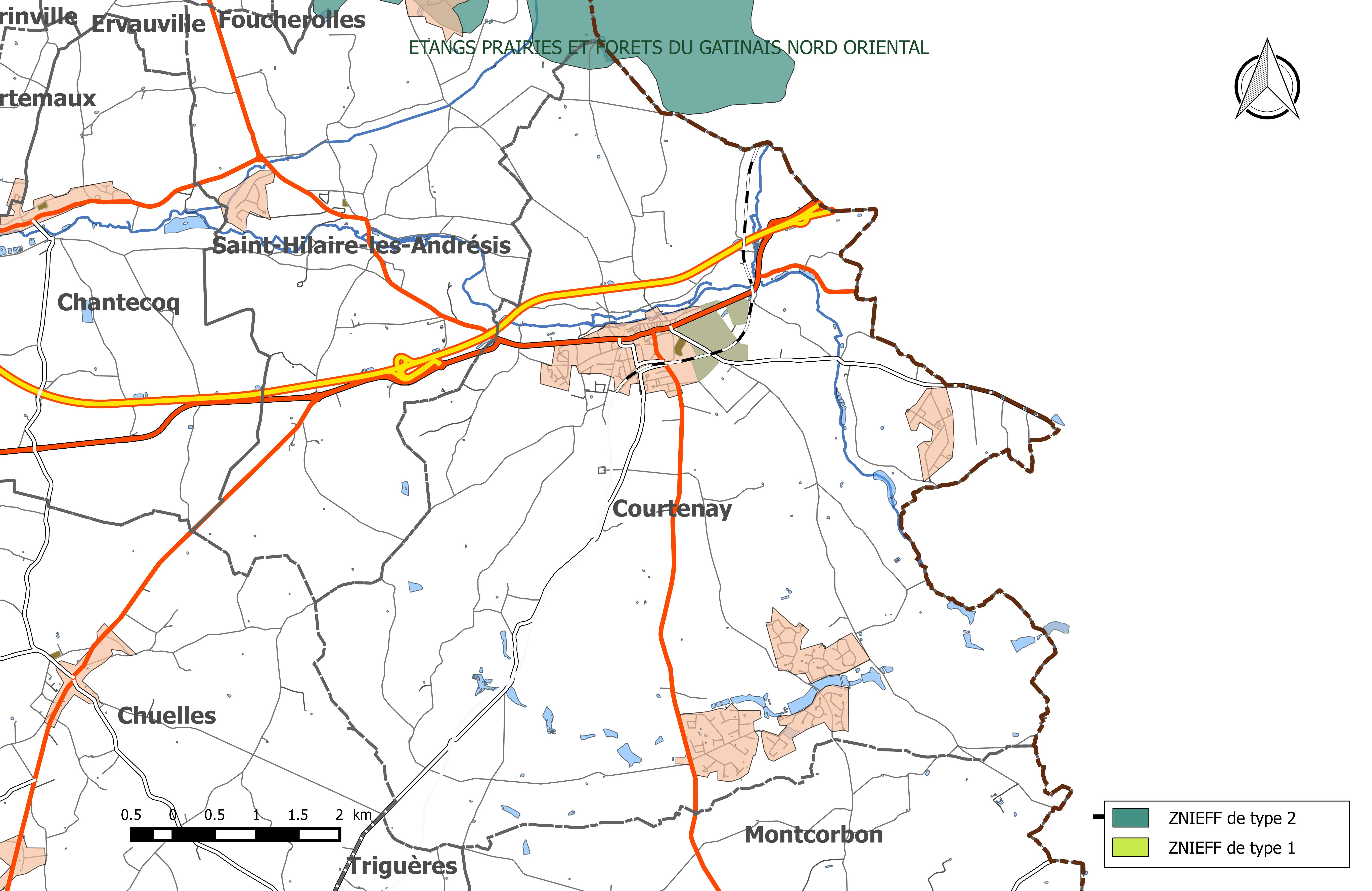
Carte des ZNIEFF de la commune et de ses abords.

Courtenay est à la limite sud de la zone naturelle d'intérêt écologique, faunistique et floristique (ZNIEFF) continentale de type 2 des « Étangs, prairies et forêts du Gâtinais nord-oriental », soit 5 060,23 hectares sur dix-sept communes. La ZNIEFF vise en priorité les habitats d'eaux douces stagnantes. On y trouve prairies humides, mégaphorbiaies, tourbières et marais, entrecoupés de bocages et de boisements. Les activités humaines présentes dans cette superficie sont majoritairement l'agriculture et la sylviculture, avec de l'élevage. La pêche et la chasse y sont pratiquées, et d'autres activités de tourisme et loisirs. L'habitat, composé surtout de fermes isolées, est très dispersé.
Sur Courtenay la ZNIEFF couvre environ 11,5 hectares dans la pointe nord de la commune, incluant trois des quatre étangs près de la Filocherie et de Préfontaines et la moitié nord du quatrième étang le plus près de Préfontaines. Le premier des quatre en amont et le plus grand d'entre eux, celui le plus à l'est et le plus près de la Filocherie, fait environ 2,08 ha dont 1,68 ha sur la commune - le reste étant sur la commune de Savigny au nord. Ces quatre étangs sont alimentés principalement par un ru affluent de la Clairis, qui conflue avec elle sur la commune de Chantecoq près du château de Montalan (qui lui se trouve sur la commune de Saint-Hilaire). L'une des sources est sur Courtenay, juste en amont de l'étang de la Filocherie. Le deuxième étang est partagé sur toute sa longueur entre les communes de St-Hilaire (partie nord-ouest, 51 ares) et de Courtenay (partie sud-est, 24 ares). Les troisième et quatrième étangs sont plus ou moins joints par un court chenal et totalisent environ un hectare à eux deux dont 29 ares sur Courtenay.

## Urbanisme

### Typologie
Au 1er janvier 2024, Courtenay est catégorisée bourg rural, selon la nouvelle grille communale de densité à sept niveaux définie par l'Insee en 2022.
Elle appartient à l'unité urbaine de Courtenay, une unité urbaine monocommunale constituant une ville isolée,. La commune est en outre hors attraction des villes,.

### Occupation des sols
L'occupation des sols de la commune, telle qu'elle ressort de la base de données européenne d’occupation biophysique des sols Corine Land Cover (CLC), est marquée par l'importance des territoires agricoles (75 % en 2018), en diminution par rapport à 1990 (76 %). La répartition détaillée en 2018 est la suivante :
terres arables (68,3 %), forêts (16,4 %), zones urbanisées (6,7 %), zones agricoles hétérogènes (4,1 %), prairies (2,6 %), zones industrielles ou commerciales et réseaux de communication (1,4 %), eaux continentales (0,5 %).
L'évolution de l’occupation des sols de la commune et de ses infrastructures peut être observée sur les différentes représentations cartographiques du territoire : la carte de Cassini (XVIIIe siècle), la carte d'état-major (1820-1866) et les cartes ou photos aériennes de l'IGN pour la période actuelle (1950 à aujourd'hui).

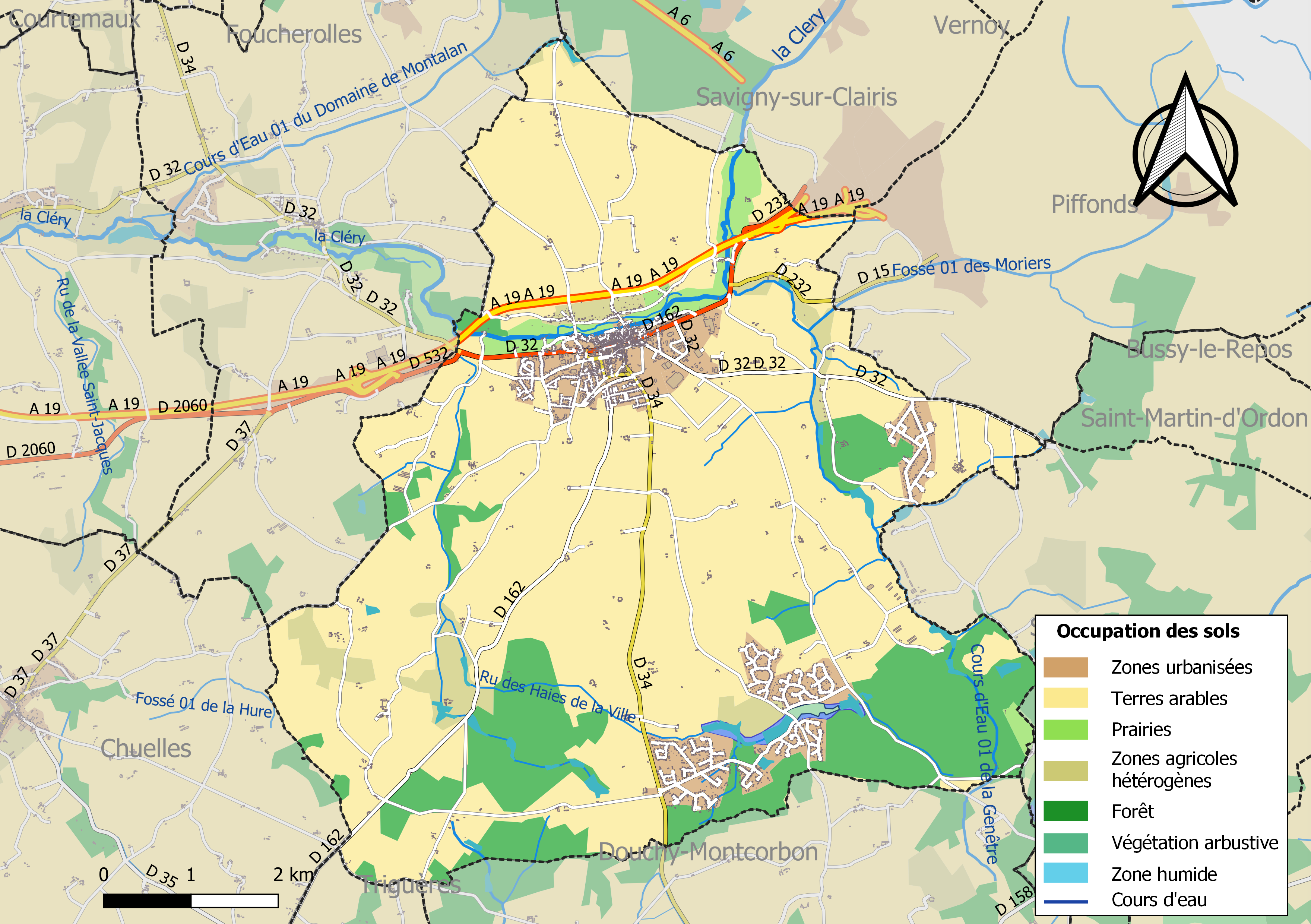
Carte des infrastructures et de l'occupation des sols de la commune en 2018 (CLC).
Carte orthophotographique de la commune en 2016.

### Planification
Courtenay fait partie de la communauté de communes du Betz et de la Cléry créée le 22 décembre 2011 et entrée en vigueur le 1er janvier 2012. Parmi les diverses compétences attribuées à cette intercommunalité figure l'élaboration et le suivi du Plan local d'urbanisme intercommunal (PLUi) portant sur l'ensemble du territoire de la communauté de communes. Le document est approuvé par le conseil communautaire le 21 mai 2013. Pour répondre à l'obligation de mettre en conformité le PLUi avec la loi du 12 juillet 2010 dite « Grenelle II » et la loi pour l'accès au logement et un urbanisme rénové du 24 mars 2014, dite loi « Alur » mais aussi avec le schéma de cohérence territoriale du Montargois en Gâtinais et pour tenir compte de l'évolution du périmètre (Intégration de la commune de Saint-Loup-d'Ordon au 1er janvier 2015), l'assemblée prescrit la révision du PLUi par délibération du 10 février 2016.

### Voies de communication et transports

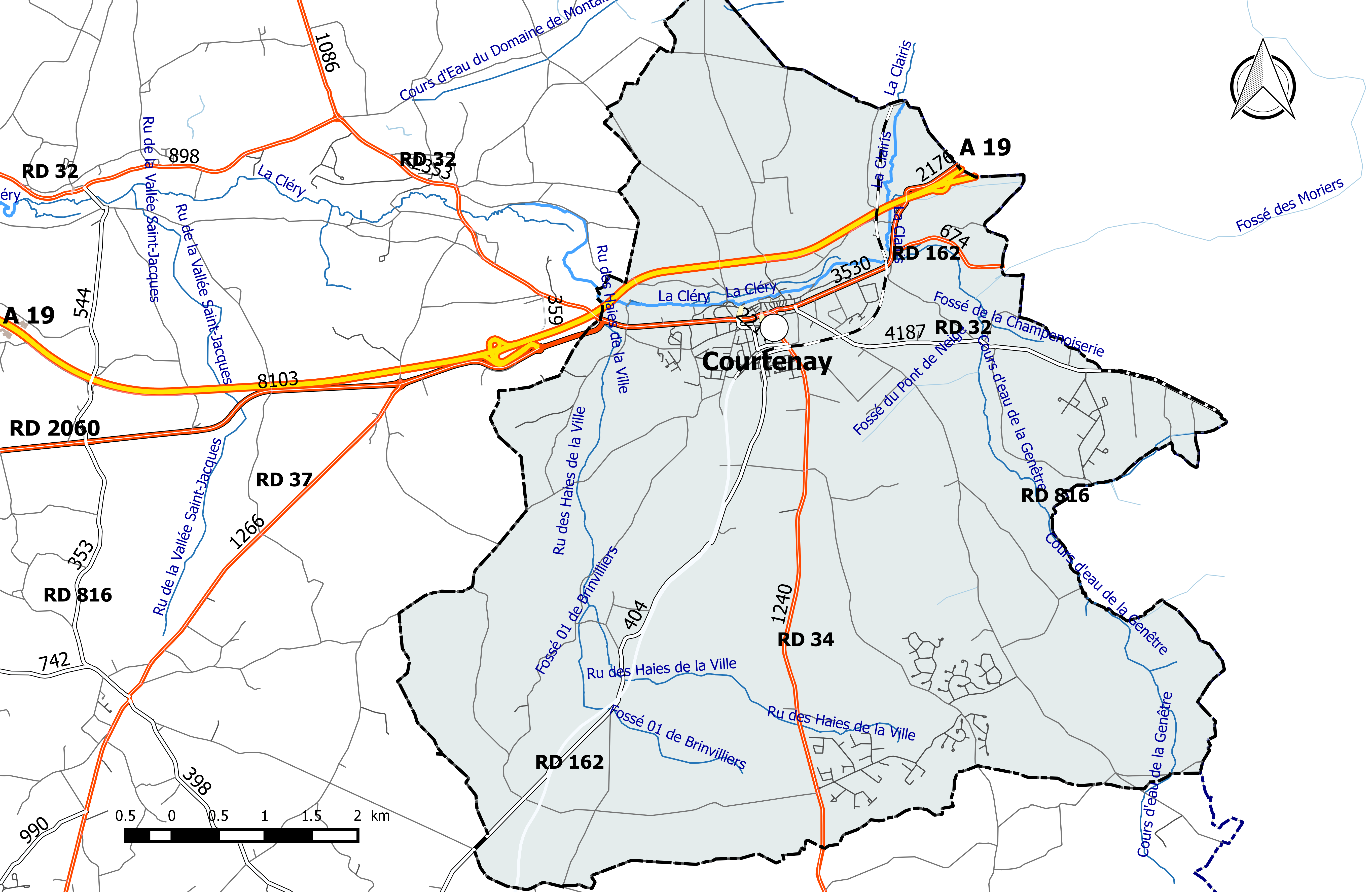
Réseau routier principal de la commune de Courtenay (avec indication du trafic routier 2014).

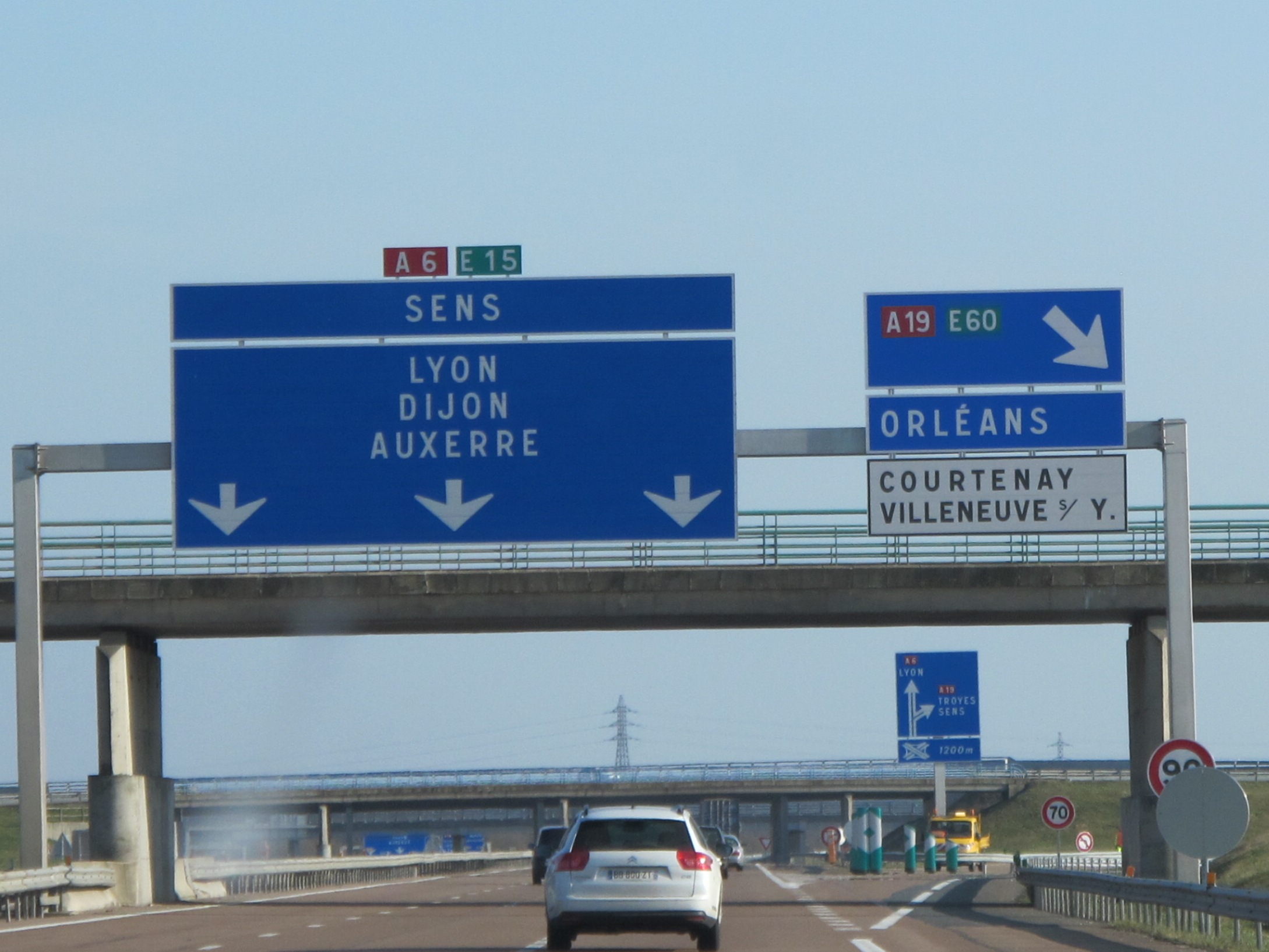
À l'échangeur de Courtenay,
la sortie pour Courtenay et Villeneuve.

La section Artenay-Courtenay de l'autoroute A19 traverse la commune dans une direction plus ou moins est-ouest, avec les sorties nos 3 et 4 de part et d'autre de Courtenay (le passage par l'autoroute entre ces deux sorties est gratuit pour éviter d'encombrer le centre ville).
La sortie no 3, au nord-est du bourg, jouxte l'échangeur de Courtenay entre l'autoroute A6 et l'Autoroute française A19 (section Artenay-Courtenay), échangeur dont une petite partie se trouve sur la commune mais dont l'essentiel est sur Piffonds et en moindre mesure sur Savigny-sur-Clairis. Mise en service en 2009, la A19 a fait l'objet d'études préventives poussées qui ont permis la découverte de nombreux sites préhistoriques dont un site répertorié à Courtenay.
La route départementale 2060, ancienne route nationale N 60 Orléans – Sens dessert aussi Montargis à l'ouest. À son passage sur la commune, elle emprunte le trajet de la section gratuite de la A19 qui évite le passage par le bourg.
Les départementales sont plus utilisées par les curtiniens :
- Vers l'ouest, la RD32 suit le cours de la Cléry jusqu'à Ferrières et dessert Saint-Hilaire, Chantecoq, Courtemaux, La Selle-sur-le-Bied et Griselles. Vers l'est elle devient la RD107 en passant dans l'Yonne et dessert Saint-Martin-d'Ordon, Verlin et Saint-Julien-du-Sault. Elle traverse le bourg dans le sens de la longueur, faisant partie de la place Armand-Chesneau où se déroule le marché hebdomadaire très animé.
- La RD34 dessert Montcorbon et Douchy au sud ; dans l'autre direction elle emprunte d'abord le trajet de la RD32 jusqu'après Saint-Hilaire, puis remonte vers le nord et vers Ervauville, Rozoy-le-Vieil et Égreville.
- La RD232 devient la RD15 dans l'Yonne et dessert Piffonds, Bussy-le-Repos et Villeneuve-sur-Yonne.
- La RD180 va à Cudot au sud-est, et la RD162 à Triguères au sud.

Les chemins vicinaux forment un réseau dense pour desservir les nombreux hameaux, fermes, lotissements et lieux-dits.

### Risques naturels et technologiques
La commune de Courtenay est vulnérable à différents aléas naturels : climatiques (hiver exceptionnel ou canicule), mouvements de terrains ou sismique (sismicité très faible). Elle est également exposée à un risque technologique : le risque de transport de matières dangereuses
.
Entre 1989 et 2019, six arrêtés ministériels ayant porté reconnaissance de catastrophe naturelle ont été pris pour le territoire de la commune : quatre pour des inondations et coulées de boues et deux pour des mouvements de terrains.

#### Risques naturels
Le territoire de la commune peut être concerné par un risque d'effondrement de cavités souterraines non connues. Une cartographie départementale de l'inventaire des cavités souterraines et des désordres de surface a été réalisée. Il a été recensé sur la commune plusieurs effondrements de cavités.
Par ailleurs le sol du territoire communal peut faire l'objet de mouvements de terrain liés à la sécheresse. Le phénomène de retrait-gonflement des argiles est la conséquence d'un changement d'humidité des sols argileux. Les argiles sont capables de fixer l'eau disponible mais aussi de la perdre en se rétractant en cas de sécheresse. Ce phénomène peut provoquer des dégâts très importants sur les constructions (fissures, déformations des ouvertures) pouvant rendre inhabitables certains locaux. Celui-ci a particulièrement affecté le Loiret après la canicule de l'été 2003. Une grande partie du territoire de la commune, dont le bourg, est soumise à un aléa « moyen » face à ce risque, selon l'échelle définie par le Bureau de recherches géologiques et minières (BRGM).
Depuis le 22 octobre 2010, la France dispose d’un nouveau zonage sismique divisant le territoire national en cinq zones de sismicité croissante. La commune, à l’instar de l’ensemble du département, est concernée par un risque très faible.

#### Risques technologiques
La commune est exposée au risque de transport de matières dangereuses, en raison du passage sur son territoire d'une canalisation de gaz et d'itinéraires routiers structurants supportant un fort trafic (les routes départementales A19-D2060),.

## Toponymie
Courtenay est attesté entre 1110 et 1116 sous le nom de Curtiniaco, du nom de personne romain Curtinius et le suffixe -acum.

## Histoire

### Du comté de Sens à la seigneurie

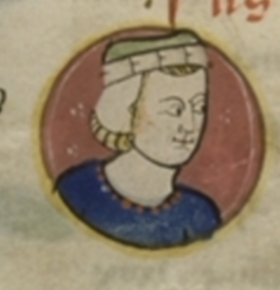
Pierre II de Courtenay

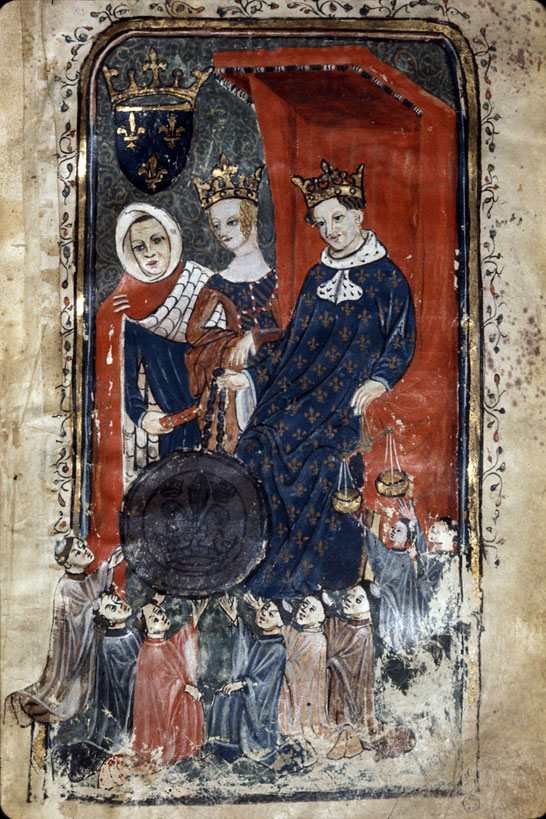
Jeanne de Bourgogne et Philippe de Valois

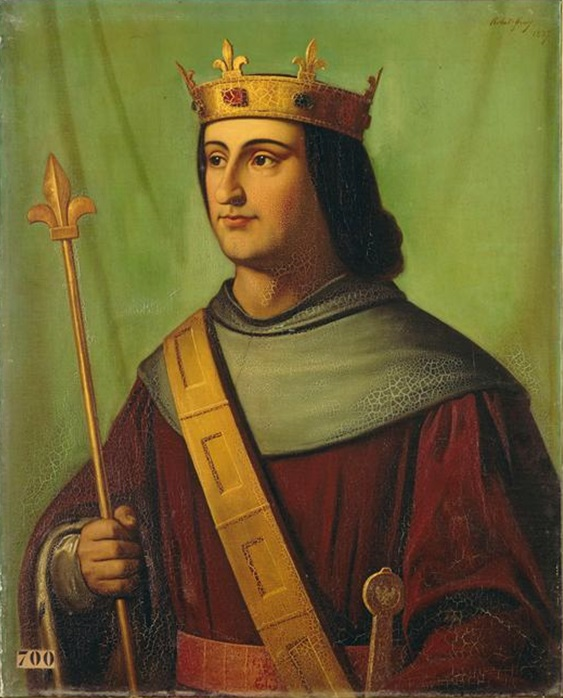
Philippe de Valois

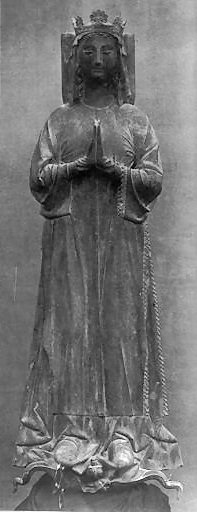
Gisant de Catherine de Courtenay

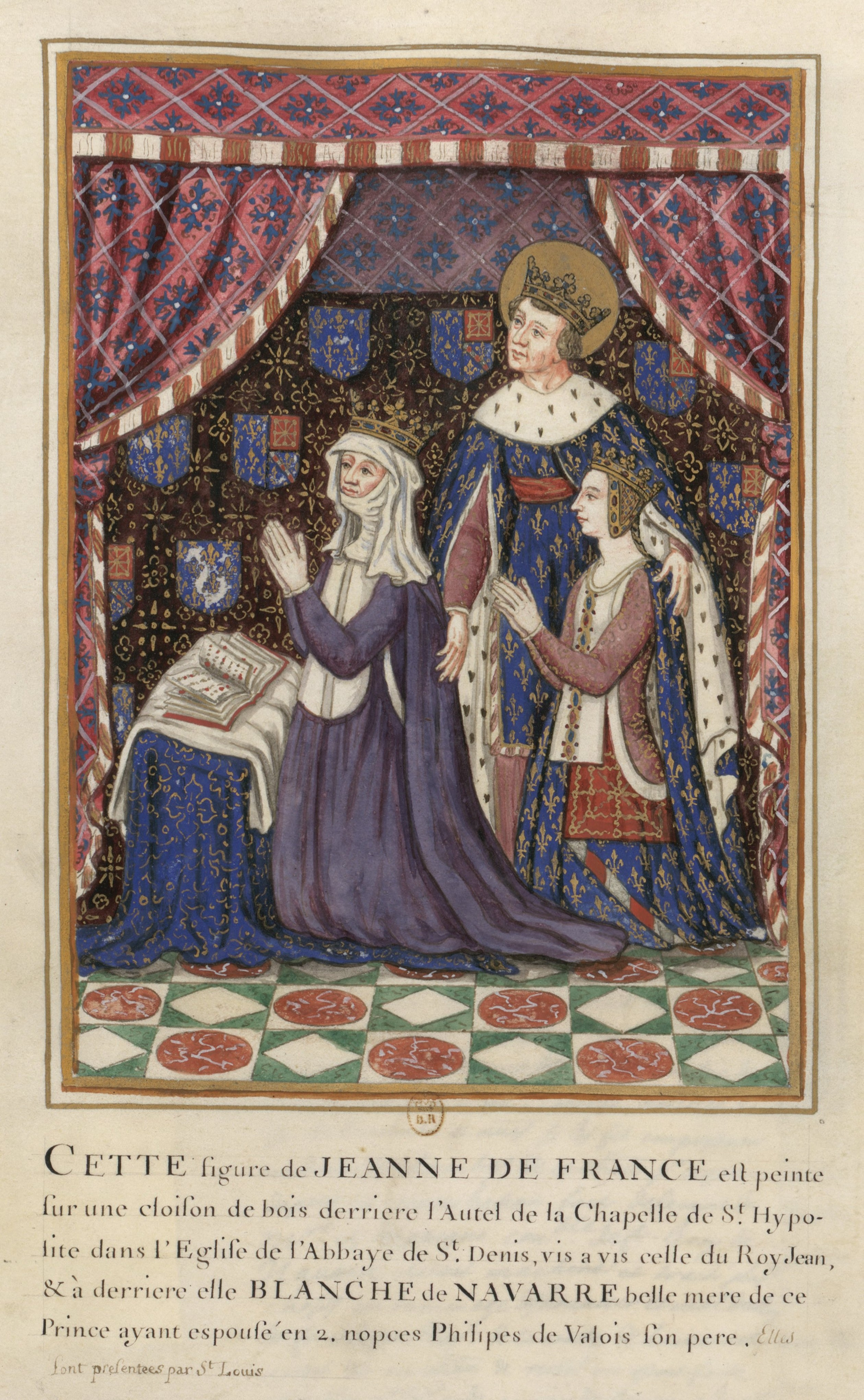
Philippe de Valois, Blanche de Navarre et leur fille Jeanne de France

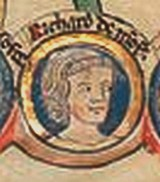
Richard de Bretagne (1395-1438)

Courtenay appartient au diocèse de Sens et au comté de Sens. À la fin du Xe siècle, le comté de Sens fait face à celui d'Auxerre. La compétition que se livrent les deux entités, sur fond de changement dynastique (élection d'Hugues Capet en 987) puis de guerre de succession au duché de Bourgogne, les incitent à élever des châteaux : Château-Renard face à Saint-Fargeau et Saint-Sauveur ; Joigny face à Toucy. Selon les chroniques écrites par les moines de l'abbaye de Saint-Denis, un Atto de Courtenay aurait été nommé à la tête du château de Château-Renard, sans pour autant avoir le rang seigneurial. Dès lors, deux éléments militaires de choix sont sous le contrôle de son lignage : Courtenay et Château-Renard. La disparition définitive du comté de Sens en 1055 et du comté de Gâtinais (en partie en 1068) révèle bientôt que le lignage dispose d'un troisième point d'appui à présent situé en Gâtinais : Montargis. Cette triple possession marque l'histoire du lignage au XIIe siècle. On lui prête des alliances avec les comtes d'Anjou et ceux de Joigny. De fait, il partage avec ces derniers Château-Renard.
La seigneurie de Courtenay est bordée au nord par la voie romaine de Sens à Orléans passant par Château-Landon ; au nord-ouest par les vicomtes du Gâtinais (Moret, Lorrez-le-Bocage) ; au nord-est par les vicomtes de Sens basés à Vallery ; à l'est par le cours de l'Yonne ; au sud par la seigneurie de Toucy et la famille de Donzy. Piffonds semble avoir une fonction résidentielle et de douaire. L'abbaye de Fontainejean joue la fonction de cénotaphe familial. Courtenay se situe sur la route menant de la région naturelle du val de Loire (Gien) aux foires de Champagne (Troyes et de Provins). La création vers 1165 d'une nouvelle route plus directe passant par Villeneuve-le-Roi ne semble pas lui porter préjudice.
À la fin du XIIe siècle, Elisabeth, héritière de la seigneurie, épouse Pierre de France (Pierre Ier de Courtenay). Ce frère du roi Louis VII se trouve opportunément un « chasement » par ce mariage. Il était le seul de sa famille à ne pas avoir reçu un titre comtal. À la génération suivante, un riche mariage négocié par Philippe II fait du fils de ce couple, Pierre II de Courtenay, l'époux en 1184 d'Agnès Ire de Nevers comtesse héritière de Nevers, d'Auxerre et de Tonnerre. Un destin impérial s'offre à Pierre II, bientôt terni par la guerre qu'il perd face à son vassal Hervé de Donzy, qui exige de devenir son gendre. Acteurs principaux de la Cinquième Croisade, Pierre II puis ses fils Robert et Baudouin de Courtenay furent Empereurs de Constantinople, jusqu'en 1261.

### De domaine privé à domaine royal
Charles de Valois et sa deuxième femme Catherine de Courtenay (petite-fille de Baudouin ; impératrice titulaire de Constantinople) acquièrent les terres de Courtenay, Chantecoq et Piffonds en 1303. Après la mort de Catherine en 1307, leur fille Catherine de Valois-Courtenay devait en hériter. Mais lorsque le fils aîné de Charles (fils de sa première femme Marguerite d'Anjou-Naples) Philippe de Valois épouse Jeanne de Bourgogne en 1313, Charles de Valois fait passer ces terres à Jeanne en les donnant tout d'abord à Philippe, qui à son tour assigne ces trois terres à sa femme — notant toutefois qu'elles sont sujettes à un droit de réversion, selon lequel il est dit que si le couple meurt sans enfant les terres reviendront aux héritiers de Philippe et non à ceux de Jeanne. Dans ce même contrat de mariage il est également dit que le prince de Tarente, Philippe Ier d'Anjou-Naples (frère de Marguerite ci-dessus) époux de Catherine de Valois-Courtenay, pourrait dans dix ans retirer cet héritage donné à Jeanne moyennant le paiement de 15 000 livres. Et parce que sa fille Catherine de Valois-Courtenay aurait dû hériter de ces terres, en 1318 Charles de Valois prend la précaution de faire ratifier par cette dernière une charte de la même année signée de Philippe le Bel attestant ce partage.
Courtenay est jusqu'alors un domaine privé dont Jeanne de Bourgogne ne possède que l'usufruit, la nue-propriété restant à son époux Philippe de Valois. Mais Philippe de Valois accède au trône en 1328, et les terres de Courtenay, Chantecoq et Piffonds passent alors dans le domaine royal.
En 1332 le roi acquiert plusieurs autres terres et fiefs pour agrandir ses domaines de Courtenay, Chantecoq et Piffonds. En 1347 le bailli de Courtenay institue au nom du roi un administrateur de la maladrerie de Courtenay. Les enfants de Philippe de Valois devant un douaire à leur belle-mère Blanche de Navarre, ils lui donnent la jouissance de ces trois terres. Blanche est la première à tenter d'annuler le droit de réversion. Les terres sont ensuite occupées par des gendarmes sous la conduite d'un certain Jean d'Andrezel. Puis elles échoient en viager à Charles, duc de Normandie, fils aîné du fils de Philippe VI : Jean II le Bon, pour être ensuite délaissées au profit de Jean de Mareuil en récompense de services. En 1395 elles sont attribuées à Isabeau de Bavière.

### Une possession royale contestée

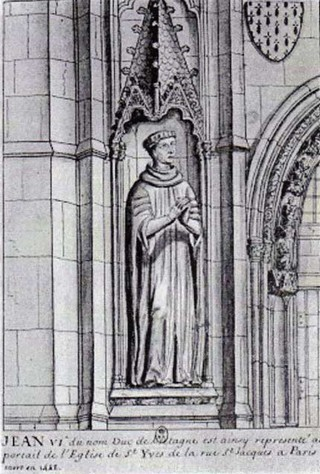
Jean V, duc de Bretagne

Ces trois terres passent dans le domaine public des rois de Navarre au début du XVe siècle, plus précisément en 1408, dans le cadre d'un traité de paix en 1404 entre Charles VI de France (fils de Charles V) et Charles III de Navarre : ce traité prévoyait de donner à Charles III de Navarre une rente de 12 000 livres ; or les propriétés cédées par le traité de 1404 (dont la ville de Nemours érigée en duché pour l'occasion) ne suffisaient pas à couvrir cette somme. En 1408 des lettres patentes sont donc émises par le Conseil du roi, qui ajoutent Courtenay, Chantecoq et Piffonds aux propriétés attribuées à Charles III. Ces terres sont alors unies au duché de Nemours, cédé lui aussi par le même traité de 1404 à Charles III. Le tout est toujours grevé d'un droit de réversion : si le tenant des terres meurt sans enfant, les terres reviennent à la Couronne. Leurs cessions futures sont donc sous forme d'apanage.
Ces terres étant passées au domaine royal de Navarre en 1408, Charles III en donne la pleine propriété en 1410 à son neveu Jean V, duc de Bretagne, fils de Jeanne de Navarre (sœur de Charles III). Les terres de Courtenay, Chantecoq et Piffonds sont alors dissociées du duché de Nemours qui sera pour sa part un apanage longtemps controversé. Charles V de France reçoit l'hommage pour les terres de Courtenay en 1414.
En 1420, Jean V les donne à son frère Richard de Bretagne aussi appelé Richard d'Étampes, comte d'Étampes et de Vertus. Lorsque Catherine de Bretagne, fille de Richard d'Étampes et de Marguerite d'Orléans comtesse de Vertus, épouse en 1438 Guillaume VII de Chalon prince d'Orange, elle reçoit Courtenay en dot. Puis c'est leur fils Jean de Chalon, prince d'Orange, qui reçoit ces terres. Jean IV de Chalon les vend à Jean de Cottier, vice-président de la chambre des Comptes, qui les revend en 1485 à Antoine de Chabannes comte de Dammartin, sire de Saint-Fargeau par spoliation de Jacques Cœur. Son fils Jean de Chabannes en fait l'aveu au roi en l'an 1500 - aveu accepté comme venant d'un légitime propriétaire. Avoye de Chabannes, fille de Jean de Chabannes, en fait don à sa nièce Françoise d'Anjou-Mézières (branche naturelle des ducs d'Anjou-Valois venue de Charles IV, et donc du roi Jean le Bon évoqué plus haut ; fille d'Antoinette de Chabannes et de René d'Anjou-Mézières) quand cette dernière épouse en premières noces Philippe de Boulainvilliers († 1536).
Un de leurs fils, Gabriel de Boulainvilliers va embrasser le parti protestant, alors très à la mode dans l'aristocratie jusqu'en 1560. Dans le voisinage, Gaspard de Coligny tient Châtillon et Château-Renard. Renée, belle-sœur de François Ier, a fait de Montargis dont elle est la dame, un refuge pour les huguenots les plus marqués, chassés de la Cour. À Piffonds, Anne de Terrières, seigneur du lieu et avocat à Paris, connu pour ses provocations politiques (1555), accueille des proscrits. Quand la guerre civile est lancée à l'initiative des Huguenots lassés des échecs successifs de leurs coups de force (tentatives de rapt de la famille royale à Amboise en 1560 puis à Meaux, prise d'Orléans en 1562), Gabriel de Boulainvilliers se signale par ses cruautés envers les civils. Capturé, il sera exécuté par décapitation à Paris place de Grève sans clémence royale (1569).
En 1563, Charles IX érige Courtenay en comté, comme domaine privé. Les terres passent ensuite à la Maison de Rambures : Charles de Rambures (1572-1633 ; dit « le Brave Rambures », petit-fils de Françoise d'Anjou-Mézières et de son deuxième mari Jean VI de Rambures ; fils de Jean VII et de Claude de Bourbon-Ligny, rameau naturel issu de Jean VIII de Bourbon-Vendôme) épouse en 1620 sa cousine Renée de Boulainvilliers, dame de Courtenay (fille du comte Antoine fils du comte Philippe fils de Françoise d'Anjou et Philippe de Dammartin), et en porte l'hommage au roi en 1619. D'où la succession des comtes de Courtenay (au XVIIIe siècle : dans les La Roche-Fontenilles issus du mariage de Charlotte de Rambures dame de Ligny (fille de Renée de Boulainvilliers et Charles) avec François de La Roche marquis de Fontenilles, en 1645).
En 1611 Jacques Delaguesse, Procureur Général du roi, obtient un arrêt selon lequel les terres de Courtenay, Chantecoq et Piffonds font partie des domaines royaux — ceci basé sur l'amalgame qu'il veut instituer entre ces terres et celles du duché de Nemours, ce dernier très controversé ; mais l'arrêt est révoqué en cour d'instance.

### Époque contemporaine
Entre le 29 janvier et le 8 février 1939, plus de 2 800 réfugiés espagnols fuyant l'effondrement de la République espagnole devant les troupes de Franco, arrivent dans le Loiret. Devant l'insuffisance des structures d'accueil d’Orléans, 46 centres d’accueil ruraux sont ouverts, dont un à Courtenay. Les réfugiés, essentiellement des femmes et des enfants (les hommes sont désarmés et retenus dans le Sud de la France), sont soumis à une quarantaine stricte, vaccinés, leur courrier est limité, et le ravitaillement, s'il est peu varié et cuisiné à la française, est cependant assuré. Une partie des réfugiés rentrent en Espagne, incités par le gouvernement français qui facilite les conditions du retour, ceux préférant rester sont regroupés au camp de la verrerie des Aydes, à Fleury-les-Aubrais.

## Politique et administration

### Découpage territorial

#### Bloc communal: Commune et intercommunalités
La paroisse et bourg de Courtenay acquiert le statut de municipalité avec le décret du 12 novembre 1789 de l'Assemblée Nationale puis celui de « commune », au sens de l'administration territoriale actuelle, par le décret de la Convention nationale du 10 brumaire an II (31 octobre 1793). Il faut toutefois attendre la loi du 5 avril 1884 sur l'organisation municipale pour qu'un régime juridique uniforme soit défini pour toutes les communes de France, point de départ de l’affirmation progressive des communes face au pouvoir central.
Aucun événement de restructuration majeure du territoire, de type suppression, cession ou réception de territoire, n'a affecté la commune depuis sa création.
La commune de Courtenay n'appartient à aucune intercommunalité à fiscalité propre jusqu'en 2011 et fait partie, à cette date, des 68 communes du Loiret dites « isolées ». Elle adhère à la communauté de communes du Betz et de la Cléry lors de la création de cette intercommunalité par arrêté du 22 décembre 2011 avec effet au 1er janvier 2012,. La commune appartient à d'autres établissements publics de coopération intercommunale, de type syndicats ou autres regroupements intercommunaux. Le découpage territorial de ces structures est en constante évolution dans une perspective de rationalisation et d'efficience des services.
Le  1er janvier 2017, la communauté de communes du Betz et de la Cléry (CCBC) et la communauté de communes de Château-Renard (CCCR) fusionnent pour donner naissance à la communauté de communes de la Cléry, du Betz et de l'Ouanne (3CBO). À l’occasion de cette fusion, le Syndicat d’Aménagement Rural (SAR) de Château-Renard et Courtenay, totalement inclus dans le périmètre de la 3CBO, fait partie intégrante de la nouvelle entité créée.

#### Circonscriptions de rattachement
Sous l'Ancien Régime, à la veille des États généraux de 1789, la paroisse de Courtenay était rattachée sur le plan ecclésiastique de l'ancien diocèse de Sens et sur le plan judiciaire au bailliage de Montargis.
La loi du 22 décembre 1789 divise le pays en 83 départements découpés chacun en six à neuf districts eux-mêmes découpés en cantons regroupant des communes. Les districts, tout comme les départements, sont le siège d’une administration d’État et constituent à ce titre des circonscriptions administratives. La commune de Courtenay est alors incluse dans le canton de Courtenay, le district de Montargis et le département du Loiret.
La recherche d’un équilibre entre la volonté d’organiser une administration dont les cadres permettent l’exécution et le contrôle des lois d’une part, et la volonté d’accorder une certaine autonomie aux collectivités de base (paroisses, bourgs, villes) d’autre part, s’étale de 1789 à 1838. Les découpages territoriaux évoluent ensuite au gré des réformes visant à décentraliser ou recentraliser l'action de l'État. La régionalisation fonctionnelle des services de l'État (1945-1971) aboutit à la création de régions. L'acte I de la décentralisation de 1982-1983 constitue une étape importante en donnant l'autonomie aux collectivités territoriales, régions, départements et communes. L'acte II intervient en 2003-2006, puis l'acte III en 2012-2015. Parallèlement l'État se réforme périodiquement. La réforme de l’administration territoriale de l’État (RéATE), entrée en vigueur au 1er janvier 2010 et issue de la révision générale des politiques publiques (RGPP) est une des grandes réformes visant à simplifier l'organisation de l’État.
Le tableau suivant présente les rattachements, au niveau infra-départemental, de la commune de Courtenay aux différentes circonscriptions administratives et électorales ainsi que l'historique de l'évolution de leurs territoires.
| Circonscription             | Nom                | Dernière période | Type de circonscription      | Évolution du découpage territorial |
| --------------------------- | ------------------ | ---------------- | ---------------------------- | --- |
| District                    | Montargis          | 1790-1795        | Administrative               | La commune est rattachée au district de Montargis de 1790 à 1795,. La Constitution du 5 fructidor an III, appliquée à partir de vendémiaire an IV (1795) supprime les districts, rouages administratifs liés à la Terreur, mais maintient les cantons qui acquièrent dès lors plus d'importance. |
| Canton                      | Courtenay          | 1790-1801        | Administrative et électorale | En 1790, lors de la création des cantons, districts et départements, la commune de Courtenay est rattachée au canton de Courtenay. Les cantons sont supprimés, en tant que découpage administratif, par une loi du 26 juin 1793, et ne conservent qu'un rôle électoral. Ils permettent l’élection des électeurs du second degré chargés de désigner les députés. Ils acquièrent une fonction administrative avec la disparition des districts en 1795. |
| Canton                      | Courtenay          | 1801-2015        | Administrative et électorale | Sous le Consulat, un redécoupage territorial visant à réduire le nombre de justices de paix ramène le nombre de cantons dans le Loiret de 59 à 31. Courtenay est alors rattachée au canton de Courtenay par arrêté du 9 vendémiaire an X (30 septembre 1801),. |
| Canton                      | Courtenay          | 2015-            | Électorale                   | La loi du 17 mai 2013 et ses décrets d'application publiés en février et mars 2014 introduisent un nouveau découpage territorial pour les élections départementales. La commune est alors rattachée au canton de Courtenay. Depuis cette réforme, plus aucun service de l'État n'exerce sa compétence sur un territoire s'appuyant sur le nouveau découpage cantonal. Le canton a disparu en tant que circonscription administrative de l'État ; il est désormais uniquement une circonscription électorale dédiée à l'élection d'un binôme de conseillers départementaux siégeant au conseil départemental. |
| Arrondissement              | Montargis          | 1801-            | Administrative               | Courtenay est rattachée à l'arrondissement de Montargis depuis sa création en 1801,. |
| Circonscription législative | 4e circonscription | 2010-            | Électorale                   | Lors du découpage législatif de 1986, le nombre de circonscriptions législatives passe dans le Loiret de 4 à 5. Un nouveau redécoupage intervient en 2010 avec la loi du 23 février 2010. En attribuant un siège de député « par tranche » de 125 000 habitants, le nombre de circonscriptions par département varie désormais de 1 à 21,. Dans le Loiret, le nombre de circonscriptions passe de cinq à six. La réforme n'affecte pas Courtenay qui reste rattachée à la quatrième circonscription. |

#### Collectivités de rattachement
La commune de Courtenay est rattachée au département du Loiret et à la région Centre-Val de Loire, à la fois circonscriptions administratives de l'État et collectivités territoriales.

### Politique et administration municipales

#### Conseil municipal et maire
Depuis les élections municipales de 2014, le conseil municipal  de Courtenay, commune de plus de 1 000 habitants, est élu au scrutin proportionnel de liste à deux tours (sans aucune modification possible de la liste), pour un mandat de six ans renouvelable. Il est composé de 27 membres. L'exécutif communal, est constitué par le maire, élu par le conseil municipal, parmi ses membres, pour un mandat de six ans, c'est-à-dire pour la durée du mandat du conseil.
La commune est située dans l'arrondissement de Montargis et constitue le chef-lieu du canton de Courtenay.
| Période      | Période      | Identité                         | Étiquette     | Qualité                                                    |
| ------------ | ------------ | -------------------------------- | ------------- | ---------------------------------------------------------- |
| ?            | ?            | Julien Constant Joachim Gravelle |               | Négociant Conseiller général du canton de Courtenay (1862) |
| 1945         | 1953 (décès) | Armand Chesneau                  | Rad. puis DVD | Vétérinaire Conseiller général (1907-1940 et 1945-1953)    |
| 1953         | 1982         | Jules Bruzeau                    | DVD           | Conseiller général (1953-1982)                             |
| mars 1959    | mars 1989    | Claude Pignol                    |               |                                                            |
| mars 1989    | juin 1995    | André Neveux                     | RPR           | Vétérinaire retraité Conseiller général (1988-2001)        |
| juin 1995    | mars 2001    | Patrice Pélizzari                | DVG           | Retraité de l'enseignement générale                        |
| mars 2001    | mai 2020     | Francis Tisserand                | DVD           | Retraité de l'enseignement                                 |
| Mai 2020     | Juillet 2021 | Philippe Follet                  | UDI           | Exploitant agricole                                        |
| Octobre 2021 | Mars 2022    | Virginie Le Roux                 | SE            | Cheffe d'entreprise                                        |
| Mars 2022    | en cours     | Annagaële Maudrux                | SE            | Cadres de la fonction publique                             |

## Équipements et services

### Environnement

#### Gestion des déchets
En 2016, la commune est membre du syndicat d'aménagement rural (SAR) des cantons de Courtenay et Château-Renard. Celui-ci assure la collecte et le traitement des ordures ménagères résiduelles en porte à porte, des emballages ménagers recyclables, des journaux-magazines et du verre en points d’apport volontaire. Un réseau de trois déchèteries, dont une est située sur le territoire communal, accueille les encombrants et autres déchets spécifiques (déchets verts, déchets dangereux, gravats, ferrailles, cartons, cartouches/capsules, déchets dangereux). Le SAR n’assure pas le traitement, ni la valorisation des déchets collectés qui sont effectués par le SMIRTOM et différents prestataires. Le SMIRTOM de Montargis procède à l'élimination et la valorisation énergétique des déchets ménagers dans l'unité d'Amilly, construite en 1969. Une convention de délégation du service public de traitement a été conclue en 2013 avec la société Novergie Centre, filiale énergie du Groupe Suez pour la valorisation énergétique des déchets.
Depuis le 1er janvier 2017, la « gestion des déchets ménagers » ne fait plus partie des compétences de la commune mais est une compétence obligatoire de la communauté de communes de la Cléry, du Betz et de l'Ouanne (3CBO) en application de la loi NOTRe du 7 août 2015. À l'occasion de la création de la 3CBO, le Syndicat d’Aménagement Rural (SAR) de Château-Renard et Courtenay, totalement inclus dans le périmètre de cette nouvelle structure, est dissout par arrêté préfectoral du 28 décembre 2016 et les personnels, biens et équipements font désormais partie intégrante de la nouvelle communauté de communes.

#### Production et distribution d'eau
Le service public d’eau potable est une compétence obligatoire des communes depuis l’adoption de la loi du 30 décembre 2006 sur l’eau et les milieux aquatiques. Au 31 décembre 2016, la production et la distribution de l'eau potable sur le territoire communal sont assurées par la commune elle-même.
La loi NOTRe du 7 août 2015 prévoit que le transfert des compétences « eau et assainissement » vers les communautés de communes sera obligatoire à compter du 1er janvier 2020. Le transfert d’une compétence entraîne de facto la mise à disposition gratuite de plein droit des biens, équipements et services publics utilisés, à la date du transfert, pour l'exercice de ces compétences et la substitution de la communauté dans les droits et obligations des communes,.

#### Assainissement
La compétence assainissement, qui recouvre obligatoirement la collecte, le transport et l’épuration des eaux usées, l’élimination des boues produites, ainsi que le contrôle des raccordements aux réseaux publics de collecte, est assurée par la commune elle-même.
La commune dispose de deux stations d'épuration situées sur le territoire communal. La première a été mise en service le 1er novembre 1977 et a une capacité nominale de traitement de  5 000 EH, soit 860 m3/jour. La seconde, située au lieu-dit La Jacqueminière, a été mise en service le 6 juin 2006 et a une capacité nominale de traitement de 1 400 EH, soit 210 m3/jour. Les deux équipements utilisent un procédé d'épuration biologique dit « à boues activées ». Son exploitation est assurée en 2017 par Lyonnaise des Eaux Amilly,,.
L’assainissement non collectif (ANC) désigne les installations individuelles de traitement des eaux domestiques qui ne sont pas desservies par un réseau public de collecte des eaux usées et qui doivent en conséquence traiter elles-mêmes leurs eaux usées avant de les rejeter dans le milieu naturel. Le Syndicat mixte d'Aménagement Rural des cantons de Courtenay et de Château-Renard a créé un service public d'assainissement non collectif (SPANC) qui a pour missions la vérification de la conception et de l’exécution des ouvrages pour les installations neuves ou réhabilitées et la vérification périodique du bon fonctionnement et de l’entretien des installations existantes,. Depuis le 1er janvier 2017, le SPANC est assuré par la 3CBO, dont la création a été accompagnée de la dissolution du Syndicat d’Aménagement Rural (SAR) de Château-Renard et Courtenay.

### Enseignement
Courtenay a une école maternelle, une école primaire mixte et un collège.
La commune est située dans l'académie d'Orléans-Tours.

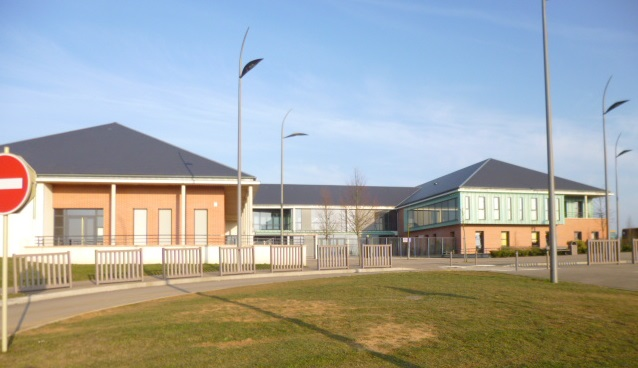
Collège Aristide-Bruant
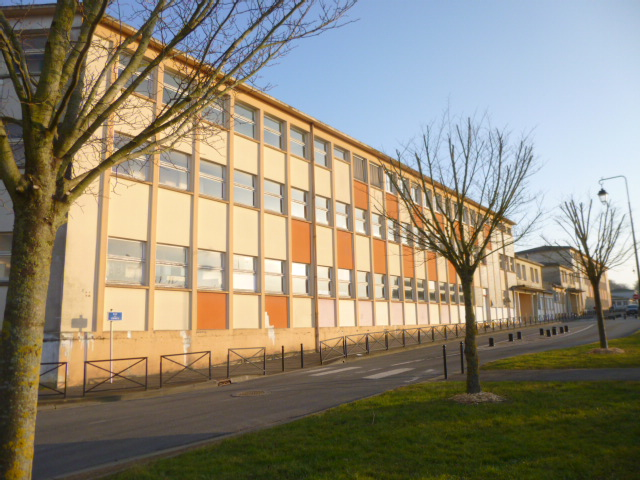
École primaire.
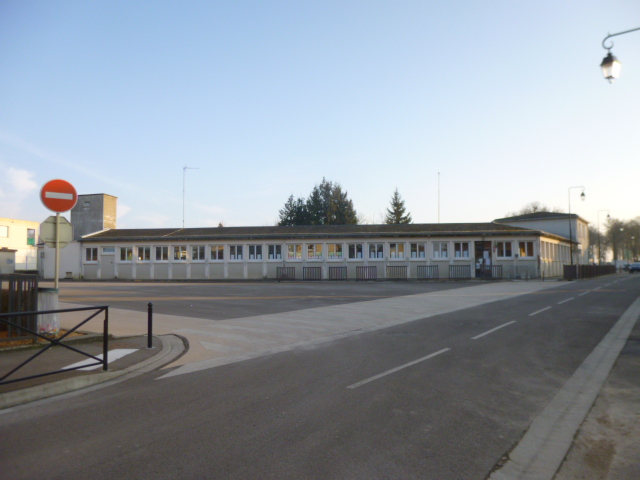
École maternelle.

## Population et société

### Démographie
L'évolution du nombre d'habitants est connue à travers les recensements de la population effectués dans la commune depuis 1793. Pour les communes de moins de 10 000 habitants, une enquête de recensement portant sur toute la population est réalisée tous les cinq ans, les populations de référence des années intermédiaires étant quant à elles estimées par interpolation ou extrapolation. Pour la commune, le premier recensement exhaustif entrant dans le cadre du nouveau dispositif a été réalisé en 2005.
En 2022, la commune comptait 3 799 habitants, en évolution de −5,85 % par rapport à 2016 (Loiret : +1,89 %, France hors Mayotte : +2,11 %).
| 1793  | 1800  | 1806  | 1821  | 1831  | 1836  | 1846  | 1851  | 1856  |
| ----- | ----- | ----- | ----- | ----- | ----- | ----- | ----- | ----- |
| 2 260 | 2 485 | 2 523 | 2 256 | 2 410 | 2 641 | 2 846 | 2 779 | 2 760 |

| 1861  | 1866  | 1872  | 1876  | 1881  | 1886  | 1891  | 1896  | 1901  |
| ----- | ----- | ----- | ----- | ----- | ----- | ----- | ----- | ----- |
| 2 871 | 2 887 | 2 778 | 2 921 | 2 670 | 2 728 | 2 809 | 2 738 | 2 782 |

| 1906  | 1911  | 1921  | 1926  | 1931  | 1936  | 1946  | 1954  | 1962  |
| ----- | ----- | ----- | ----- | ----- | ----- | ----- | ----- | ----- |
| 2 825 | 2 876 | 2 690 | 2 663 | 2 529 | 2 537 | 2 533 | 2 334 | 2 293 |

| 1968  | 1975  | 1982  | 1990  | 1999  | 2005  | 2006  | 2010  | 2015  |
| ----- | ----- | ----- | ----- | ----- | ----- | ----- | ----- | ----- |
| 2 333 | 2 554 | 3 119 | 3 292 | 3 437 | 3 601 | 3 636 | 3 976 | 4 029 |

| 2020  | 2022  | - | - | - | - | - | - | - |
| ----- | ----- | - | - | - | - | - | - | - |
| 3 848 | 3 799 | - | - | - | - | - | - | - |

## Culture locale et patrimoine

### Héraldique
| Blason de Courtenay | Les armes de Courtenay se blasonnent ainsi : D'or à trois tourteaux de gueules. |

|  | On peut trouver une version de ce blason écartelé de France : Écartelé d'azur à trois fleurs de lys d'or et aussi d'or à trois tourteaux de gueules. |

### Jumelage
Waldshut-Tiengen (Allemagne)

### Associations
- Association agréée pour la pêche et la protection du milieu aquatique « les pêcheurs de la Clairis »[101].
- Les Aînés de Courtenay

### Culture
Depuis 2005, la compagnie de cirque contemporain CirkologioM est implantée à Courtenay.
Les Bruandines sont des bonbons baptisés en hommage à Aristide Bruant.

## Culture et patrimoine

### Lieux et monuments

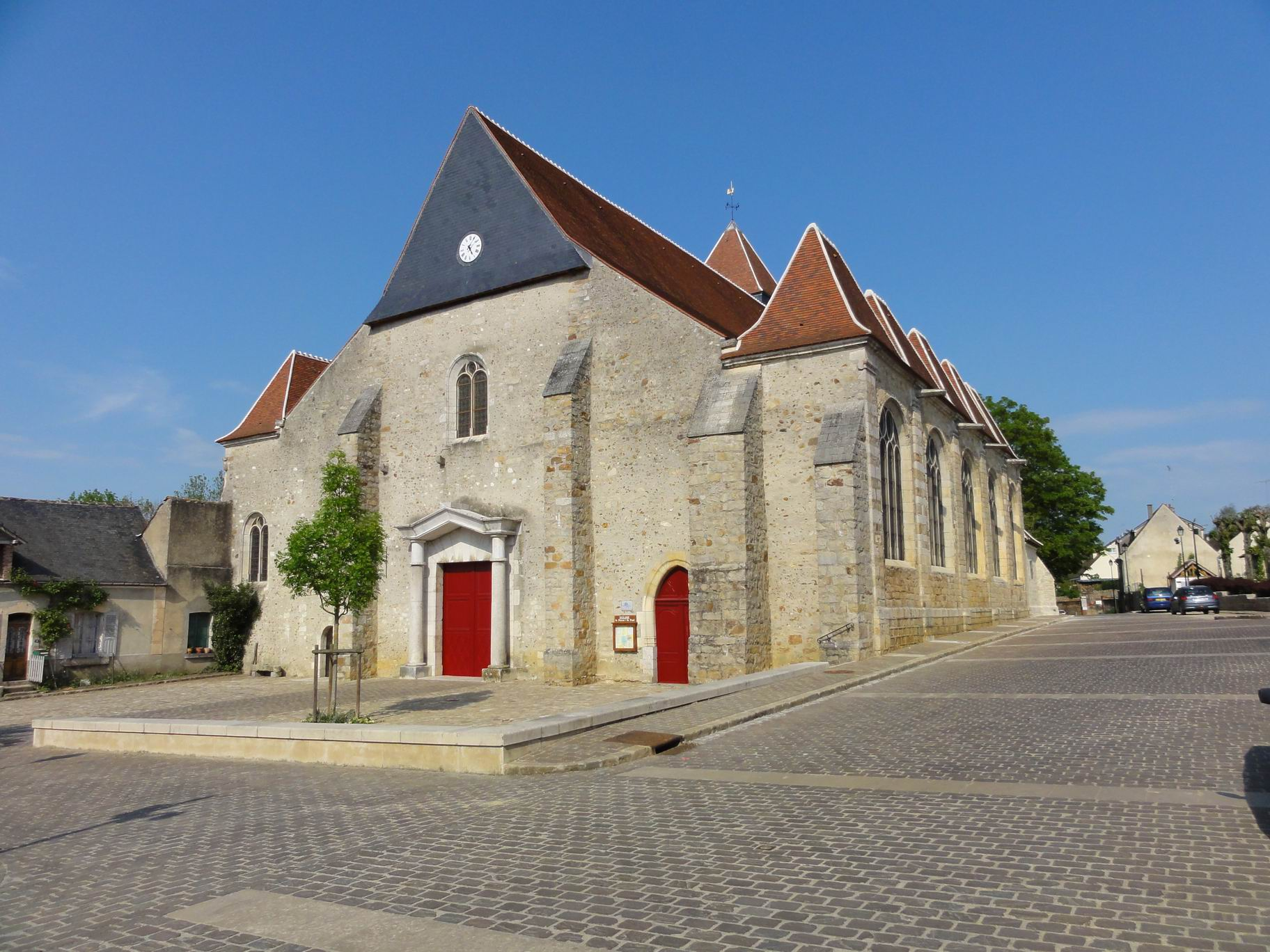
Église Saint-Pierre-et-Saint-Paul.

- L'église Saint-Pierre-et-Saint-Paul du XIIe siècle[103] ;
- Les vestiges d'une ancienne abbaye et d'un château ;
- L’Hôpiteau : à l’époque gallo-romaine, un établissement rural (certainement une villa gallo-romaine et ses dépendances) est implanté près de la voie antique qui relie Montbouy à Sens, via Triguères et Courtenay. Cette voie est appelée chemin ferré ou chemin de Jeanne-d'Arc, cette dernière étant en effet passée à Courtenay. En 1189, Élisabeth de Courtenay, mère du comte Pierre d’Auxerre, par un acte fait à Paris, donne cent sous de revenus annuels aux chevaliers hospitaliers de Saint-Jean-de-Jérusalem. Ce don est pris sur les revenus de ses terres de Piffonds. Ces chevaliers sont établis à Monthézard, sans doute une donation d’un seigneur de Courtenay pour les remercier de leur vaillance pendant les croisades (ils possèdent aussi des hostels dans Courtenay, où ils reçoivent des voyageurs). Ce domaine devient alors une commanderie et prend le nom de l’Hopitau (au XVIIIe siècle, elle porte le nom de commanderie de Montézat). Dans ce domaine existe une chapelle où, pendant plus de six siècles, est exposée la statue de saint Jean-Baptiste. Une foire dite de Saint-Barthélémy avait lieu près de l’Hopitau. Cette foire fut déplacée au XIIIe siècle par Baudouin II, alors seigneur de Courtenay.

## Tourisme et loisirs

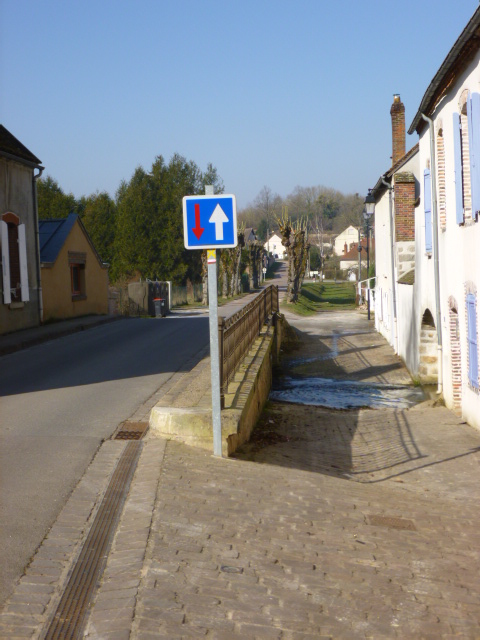
Le GR 132 dans la rue des Ponts.

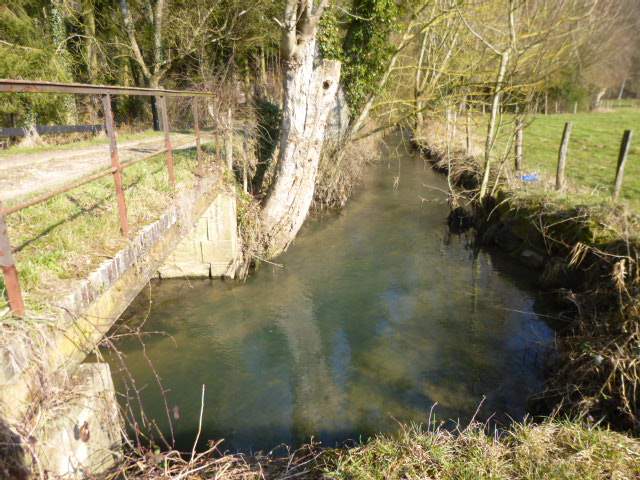
La Cléry à Liffert.

Randonnées
Le sentier de grande randonnée GR 132 traverse le territoire de la commune. En venant de l'ouest il suit la route du coteau nord (rive gauche) de la vallée de la Cléry, passant à l'aplomb de Liffert. Il rejoint le fond de vallée au Four à Chaux pour suivre de plus près le cours de la Cléry pour la traversée de Courtenay. Il traverse la rivière à la rue des Ponts, passe par le Grand Moulin, traverse la D 232 et quitte la Cléry pour se diriger vers le sud-est et les Babinières. Il quitte la commune après la Champenoiserie.

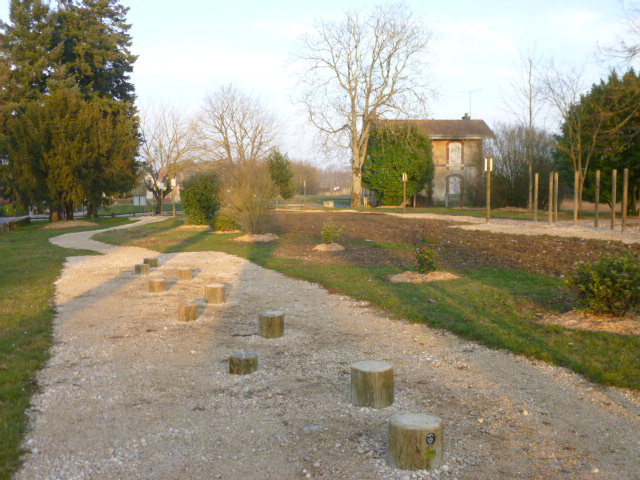
Parcours de santé près de l'ancienne gare.

L'office de tourisme propose une plaquette présentant les sentiers de randonnées locaux : le sentier du Bois de la Métairie (circuit no 1), le sentier de Sainte-Anne (circuit no 2), le sentier du Saint-Phal (circuit no 3).
Parcours de santé
Un parcours de santé a été agréablement aménagé près de l'ancienne gare.
Pêche
La pêche se pratique dans la Cléry, rivière de première catégorie, et aux étangs de la Jacqueminière et de la Berjaterie.
Natation
La piscine municipale est ouverte en juillet et août.
Golf
Les amateurs de golf peuvent le pratiquer au domaine de Clairis sur un parcours de 18 trous.
Équitation
L'équitation peut aussi être pratiquée sur la commune.
Visites guidées
Des visites guidées de la ville et des conférences sur le patrimoine sont organisées sur demande pour des groupes.

### Animations
Un marché animé se déroule tous les jeudis.
Parmi les événements annuels : la Bourse Auto Moto Passion, la fête du Printemps, Foire exposition, la Journée du patrimoine, le Salon antiquités et belle brocante, au moins un vide-greniers.
Il n'y a pas de terrain de camping à Courtenay ; les plus proches sont à Saint-Hilaire-les-Andrésis et à Chuelles. L'hébergement touristique de la commune comprend deux hôtels, un gîte et deux chambres d'hôtes ; là aussi les communes voisines complètent ces chiffres.

## Lieux
- Le site médiéval de la Potagerie[105],[106],[107],.
- L'ancien hôtel-dieu, devenu l'ancienne mairie, surmonté d'un clocheton[108], au no 1 rue Eugène Piron, au coin de la rue de Villeneuve[109]. Un haut-relief de cet hôtel-dieu se trouve dans l'église de la Madeleine à Montargis[110].

## Personnalités liées à la commune

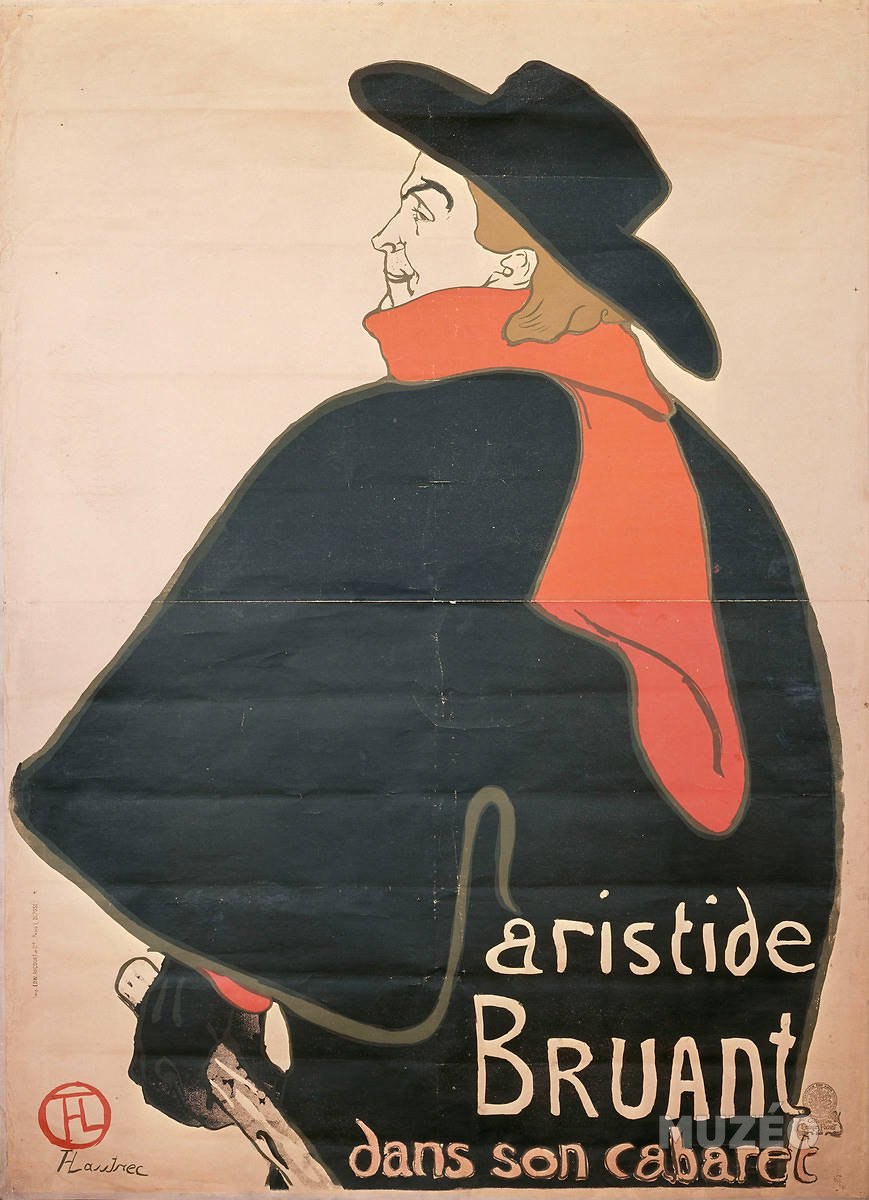
Aristide Bruant représenté par Toulouse-Lautrec (1892).

- Atto. Ce personnage est le premier membre cité du lignage de Courtenay. Les chroniques de Saint-Denis, très postérieures, en font le "gastelier" de Château-Renard, c'est-à-dire le garde du château, sous le roi Robert le Pieux (règne 996 - 1031). Il aurait donc eu deux points fortifiés à l'ouest du comté de Sens avant sa disparition à la mort du dernier comte Renard II en 1055. Pour autant, aucun document du temps n'en fait un seigneur ("dominus"). L'envol de son lignage se place donc sous son fils, durant le règne du roi Philippe Ier[111].
- Jocelin Ier de Courtenay. Le roi Philippe Ier acquiert le Bas Gâtinais en 1068 (doté d'un vicomte propre) et sans doute, de manière séparée, le Haut Gâtinais (doté d'un autre vicomte). Il faut en déduire que le lignage profite de la situation pour s'imposer localement et prendre le titre seigneurial. On trouve désormais le lignage en possession d'un troisième élément : Montargis, situé dans l'ancien comté du Gâtinais récemment disparu. Il cultive des liens avec le comté de Joigny qui vient d'être constitué, semblant former la partie occidentale d'une marche militaire isolant le domaine royal du comté d'Auxerre alors en plein désordre et peinant à se relever d'une occupation des ducs de Bourgogne[112].
- Pierre Tarin (1721-1793), anatomiste français né à Courtenay. Il participa à L'Encyclopédie et est l'auteur d'un dictionnaire.
- Jacques René Tenon (1724-1816) chirurgien français. Un hôpital parisien porte son nom, l'hôpital Tenon.
- Paul Rolier (1844-1918), ingénieur des Arts et Métiers français, est né à Courtenay[113].
- Aristide Bruant (1851-1925), chansonnier et écrivain français, est né à Courtenay, puis y a vécu dans un château durant la dernière partie de sa vie.
- Aristide Bruant (1883-1917), fils du chansonnier Aristide Bruant, tué à la bataille du Chemin des Dames. Son nom est inscrit sur le monument aux morts de Courtenay et au Panthéon parmi les 560 écrivains morts pour la France.
- Achille Maureau (1860-1921), conseiller général, président du conseil général (1912-1921), sénateur radical-socialiste de Vaucluse, décédé à Courtenay.
- René-Louis Baron, né en 1944, architecte logiciel et inventeur du procédé de composition musicale automatique et cohérente. Il acquiert et restaure La Castelaine de Courtenay en 2009.